# Lý thuyết về thị trường lemon

Lý thuyết về thị trường lemon là lý luận kinh tế học đề cập đến hiện tượng người mua do thiếu thông tin về các hàng hóa và dịch vụ trên thị trường nên đã mua phải hàng hóa và dịch vụ chất lượng kém.

## Từ nguyên học
Lý luận này trong tiếng Anh gọi là Theory of Markets for Lemons, trong đó lemon nghĩa đen là quả chanh vàng, chua, không ngọt, còn nghĩa bóng là "xe ô tô cũ chất lượng kém", "hàng kém phẩm chất". Một số ngôn ngữ khác khi dịch cụm từ tiếng Anh trên về vẫn giữ nguyên từ lemon hoặc lemon market cho gọn.
Lý thuyết về thị trường lemon gắn với tên tuổi nhà kinh tế đoạt giải Nobel người Mỹ là George Akerlof. Năm 1970, Akerlof công bố nghiên cứu của mình trong bài "The Market for 'Lemons': Quality Uncertainty and the Market Mechanism" trên tạp chí Quarterly Journal of Economics. Nghiên cứu này của Akerlof phân tích cơ chế dẫn tới hiện tượng xe mua trên thị trường xe cũ thường dễ hỏng.

## Nội dung lý luận
Trên thị trường lemon, người bán là phía có đủ thông tin về chất lượng hàng hóa trong khi người mua là phía không có đủ thông tin. Điều này trong kinh tế học gọi là vấn đề thông tin phi đối xứng. Người bán biết đến sự tồn tại của vấn đề thông tin phi đối xứng này và nó kích thích anh ta mạo hiểm bán hàng hóa cũ mất chất lượng với giá như hàng hóa chất lượng còn tốt. Người mua cũng biết đến sự tồn tại của vấn đề thông tin phi đối xứng nên cố gắng để khỏi bị hớ bằng cách chọn mua các hàng hóa cũ giá trung bình với lập luận rằng trong trường hợp bị mắc lừa thì cũng không đến nỗi thiệt hại lắm. Hậu quả là, cả hàng hóa cũ chất lượng tốt và giá cao với hàng hóa mất chất lượng được bán với giá cao như của hàng còn tốt đều khó bán được. Hiện tượng này, trong kinh tế học, gọi là lựa chọn trái ý. Trong nghiên cứu nói trên của Akerlof, những xe cũ bán được là những xe có chất lượng ở mức trung bình và giá trung bình chứ không phải những xe cũ nhưng còn tốt và giá cao. Xét trên bình diện toàn xã hội, cả người bán lẫn người mua đều không được lợi; phúc lợi xã hội bị giảm. Đây là một minh chứng của việc cơ chế thị trường không phải lúc nào cũng tối đa hóa phúc lợi. Nói cách khác, đây là một thất bại thị trường.
Việc khắc phục hiện tượng thị trường lemon đòi hỏi có sự can thiệp của nhà nước để đảm bảo người bán phải minh bạch hóa thông tin về hàng hóa và dịch vụ cũng như đòi hỏi phải có những quy định về chất lượng tối thiểu của hàng hóa và dịch vụ.